# Bezva ženská na krku
Bezva ženská na krku es una película de comedia checa de 2016 dirigida por Tomáš Hoffman.

## Reparto
- Petra Hřebíčková como Eliška Vomáčková
- Ondřej Vetchý como Bohumil Šťastný
- Miroslav Táborský como Jaroslav Zezulka
- Jiří Langmajer como Pavel Vomáčka
- Tereza Kostková como Klára Vomáčková
- Veronika Khek Kubařová como Mirka

## Estreno
La película fue estrenada en República Checa el 13 de octubre de 2016.